# David Price (Politiker, 1945)
David Price (* 2. Juni 1945 in Sherbrooke, Québec) ist ein kanadischer Politiker, der für die Progressiv-konservativen Partei Kanadas und die Liberale Partei Kanadas antrat und im Kanadischen Unterhaus vertreten war.

## Leben
Nach seiner Schulzeit ging Price zunächst zum Militär und diente von 1959 bis 1965 zunächst bei den Air Cadets, dann im Sherbrooke Regiment beziehungsweise als Reservist der Sherbrooke Hussars Army Reserve Unit. Parallel dazu machte er eine Ausbildung zum Elektriker und gründete 1964 seine Firma Price Electrique Inc., als deren Präsident er seitdem fungiert.
Seine politische Karriere begann als Gemeinderatsmitglied in Lennoxville von 1989 bis 1993. Von 1993 bis 1997 war er Bürgermeister der damals noch selbstständigen Stadt Lennoxville. 1997 wurde er als Kandidat der Progressiv-konservativen Partei im Wahlkreis Compton-Stanstead in das kanadische Unterhaus gewählt. Er wechselte im September 2000 zu den Liberalen und blieb eine weitere Amtsperiode im Unterhaus vertreten, bevor er 2004 nicht mehr gewählt wurde.
Er war 2003 bis 2004 als parlamentarischer Sekretär für den Verteidigungsminister tätig. Nach seinen verlorenen Wahlen 2004 und 2006 ging er zurück in die Lokalpolitik und wurde 2009 zum Präsidenten des Stadtrats in Lennoxville gewählt.
Price ist verheiratet und lebt in Lennoxville. Das Paar hat einen Sohn.